# Dubbelhoornige neushoornvogel
De dubbelhoornige neushoornvogel (Buceros bicornis) is een van de grootste soorten neushoornvogels en komt voor in Zuid- en Zuidoost-Azië. De wetenschappelijke naam van de soort werd in 1758 gepubliceerd door Carl Linnaeus.

Afbeelding

## Beschrijving
De dubbelhoornige neushoornvogel is een van de grootste neushoornvogels, met een lengte van ongeveer 150 cm. De soort kan zo'n 5,5 kilogram wegen en heeft een maximale spanwijdte van zo'n 150 cm hebben met een staart van zo'n 90 cm. De vogel is zwart op de wangen en een grote gele snavel met een forse "hoorn". De hals en de buik zijn wit. Naar de kop toe wordt de hals geleidelijk okerkleurig. De vleugels zijn zwart met twee witte banden, een aan het eind van de vleugel en een midden op de vleugel. De staart is wit, met een brede zwarte band die meer naar het staarteinde ligt dan bij de gewone neushoornvogel.

## Voedsel
Dubbelhoornige neushoornvogels eten voornamelijk (wilde) vruchten, maar ook wel kleine zoogdieren, hagedissen, slangen en insecten. Gevangen zoogdieren en reptielen moeten eerst worden opgeworpen, alvorens ze in het keelgat verdwijnen.

## Voortplanting
Deze vogels leven gewoonlijk met een vaste partner in groepen van 2 tot 40 vogels. Ze nestelen in reeds bestaande boomholtes, die ze met modder dichtmetselen. Door een smalle opening reikt het mannetje zijn nestelende partner voedsel aan. Na een periode van 3 maanden verlaat het vrouwtje de holte, waarna het jong deze weer dichtmetselt. Het jong wordt nog een maand in het nest gevoerd.

## Verspreiding en leefgebied
De dubbelhoornige neushoornvogel komt voor in de Zuid-Aziatische landen Bangladesh (dwaalgast), India (plaatselijk nog vrij algemeen, maar afnemend in aantal), Nepal (voornamelijk nog in natuurgebieden), Bhutan (vrij algemeen) en China (zeldzaam in Yunnan en Zuidoost-Tibet) en in de Zuidoost-Aziatische landen Myanmar (schaars en plaatselijk algemeen), Thailand (plaatselijk nog algemeen), Laos (was vrij algemeen, nu alleen nog plaatselijk, een daling in aantal is evident), Cambodja (zeldzaam), Vietnam (zeldzaam en verder afnemend), schiereiland Malakka (schaars tot plaatselijk vrij algemeen) en Indonesië (alleen Sumatra en daar niet algemeen).
De vogels zijn te vinden in tropische bossen en zij zoeken vaak open gebieden op met verspreid alleenstaande bomen met (wilde) vruchten en bossen in middengebergte tot een hoogte van 1560 m boven zeeniveau. Ze zijn sterk afhankelijk van de aanwezigheid van grote bomen en komen daarom het meest voor in ongerept regenwoud.

## Status
De grootte van de populatie wordt geschat op 13.000-27.000 volwassen vogels. Omdat ze soms te vinden zijn in nogal open landschappen, zijn ze kwetsbaar voor de jagende mens. Hun indrukwekkende snavel is een geliefd trofee. Daarnaast is de omzetting van oerwoud in landbouwgebied een bedreiging. Om deze redenen is de status van de dubbelhoornige neushoornvogel in 2018 gewijzigd van gevoelig naar kwetsbaar op de internationale Rode Lijst van de IUCN.